# Achlyonice longicornis
Achlyonice longicornis is een zeekomkommer uit de familie Elpidiidae.
De wetenschappelijke naam van de soort werd in 2006 gepubliceerd door Bohn.